# Hà Ngọc
Hà Ngọc là một xã thuộc huyện Hà Trung, tỉnh Thanh Hóa, Việt Nam.
Xã Hà Ngọc có diện tích 4,16 km², dân số năm 1999 là 3732 người, mật độ dân số đạt 897 người/km².
Từ xa xưa trên địa bàn xã này có tuyến kênh Nhà Lê nối từ  kinh đô Hoa Lư đến Đèo Ngang đi qua, là tuyến đường thủy đầu tiên trong lịch sử Việt Nam và được coi là tuyến đường Hồ Chí Minh trên sông vì những đóng góp cho các cuộc chiến tranh của người Việt (hiện là một đoạn của sông Lèn theo tên gọi địa phương).